# Kwassi Klutsè
Pour les articles homonymes, voir Klutse.
 (avril 2023).
Kwassi Klutsè, né le 29 juillet 1945 à Agbélouvé (Togo français) et mort le 19 mai 2024, est un homme politique togolais, Premier ministre du Togo de 1996 à 1999.

## Biographie
Kwassi Klutsè naît à Agbélouvé dans la préfecture du Zio. 

### Carrière politique
Après avoir été fonctionnaire au ministère du Plan de 1977 à 1995, Kwassi Klutsè est nommé au gouvernement du Premier ministre Edem Kodjo en tant que ministre de la Planification et du Développement territorial, le 29 novembre 1995. Lors des élections partielles organisées dans des circonscriptions où les résultats des élections législatives de 1994 avaient été annulés, le Rassemblement du peuple togolais (RPT) du président Gnassingbé Eyadema remporte les trois circonscriptions en jeu, lui donnant ainsi une majorité parlementaire et lui permettant de former un nouveau gouvernement sans compter sur le parti de l'Union togolaise pour la démocratie (UTD) d'Edem Kodjo. Gnassingbé nomme Kwassi Klutsè au poste de Premier ministre le 20 août 1996.
En 1997, il rejoint le RPT et devient membre de son bureau politique. Le 19 août 1998, Gnassingbé accepte la démission de Klutsè et son gouvernement, mais il le reconduit dans ses fonctions le 20 août à la tête d'un nouveau gouvernement, qui est nommé le 1er septembre. L'opposition refuse de participer à ce gouvernement et Kwassi Klutsè, s'exprimant à la télévision, déplore que « la main sincère et fraternelle tendue par le président n'ait pas été acceptée par les chefs de l'opposition ».
Lors des élections législatives de mars 1999, Kwassi Klutsè est élu à l'Assemblée nationale en tant que candidat du RPT dans la première circonscription de la préfecture de Zio. Il n'a pas d'opposition et remporte le siège avec 100 % des voix. Lui et son gouvernement démissionnent le 17 avril 1999. Eyadema accepte sa démission et le gouvernement de Klutsè reste temporairement à son poste par intérim. Le président nomme Eugène Koffi Adoboli comme nouveau Premier ministre le 21 mai 1999.
Kwassi Klutsè est réélu à l'Assemblée nationale aux élections législatives d'octobre 2002 dans la première circonscription de la préfecture de Zio.
Lors des élections législatives d'octobre 2007, Kwassi Klutsè est le deuxième candidat figurant sur la liste des candidats du RPT dans la préfecture de Zio, mais ne réussit pas à remporter un siège. Les trois sièges à Zio sont remportés par l'opposition, l'Union des forces de changement (UFC).
Kwassi Klutsè reste membre du Bureau politique du RPT et a de nouveau été choisi comme membre du Comité central du RPT dans la préfecture de Zio lors du 9e congrès du parti en décembre 2006.

### Activités économiques
Kwassi Klutsè est aussi connu pour son initiative de microfinance appelée « Investir dans l'humain ». L'entreprise connaît des difficultés financières et est placée sous administration provisoire en 2010.  

### Mort
Kwassi Klutsè meurt le 19 mai 2024 à l'âge de 78 ans,.